# 1979 год в телевидении
Список 1979 года в телевидении описывает события в мире телевидения, произошедшие в 1979 году.

## События
- 3 января — основание компании USA Network.
- 1 апреля — дебют Nickelodeon на кабельном телевидение.
- 24 мая — новая заставка информационной программы Дневник Югославского телевидения, ныне РТС.
- 1 декабря — американский телеканал The Movie Channel[англ.] начинает круглосуточно транслировать фильмы без выходных.

## Родились
- 15 апреля — Люк Эванс американский актёр и певец.
- 14 ноября — Маргарита Челмакова — российская телеведущая.